# Wilson (Vorname)
Wilson ist ein englischer männlicher Vorname.

## Namensträger
- Wilson Bentley (1865–1931), US-amerikanischer Farmer, Fotograf und Schneeforscher
- Wilson Bethel (* 1984), US-amerikanischer Schauspieler und Drehbuchautor
- Wilson Chandler (* 1987), US-amerikanischer Basketballspieler
- Wilson Cruz (* 1973), US-amerikanischer Schauspieler
- Wilson Fittipaldi (1943–2024), brasilianischer Formel-1-Rennfahrer und Teambesitzer
- Wilson Fre (* 1965), chilenischer Fußballspieler
- Wilson Greatbatch (1919–2011), US-amerikanischer Erfinder
- Wilson Jerman (1929–2020), US-amerikanischer Butler
- Wilson Kipketer (* 1972), kenianisch-dänischer Mittelstreckenläufer
- Wilson Kipsang (* 1982), kenianischer Langstreckenläufer
- Wilson Rodrigues de Moura Júnior (* 1984), brasilianischer Fußballspieler
- Wilson Gonzalez Ochsenknecht (* 1990), deutscher Schauspieler und Sänger
- Wilson Palacios (* 1984), honduranischer Fußballspieler
- Wilson Pickett (1941–2006), US-amerikanischer Soul-Sänger
- Wilson Allen Wallis (1912–1998), US-amerikanischer Wirtschaftswissenschaftler
- Wilson Witzel (* 1968), brasilianischer Politiker